# Народная партия конвента
Народная партия конвента, НПК (англ. Convention People's Party, CPP) — левая социалистическая партия в Гане, базирующаяся на идеях своего основателя Кваме Нкрумы. Правящая партия в 1957—1966 годах. Запрещена после переворота 1966 года, восстановлена в 1998 году.

## История партии
НПК была создана в 1949 году для борьбы за независимость Золотого Берега. Была учреждена сторонниками Кваме Нкрумы, вышедшими из Объединенного конвента Золотого Берега, в котором они представляли радикальное крыло. НПК и созванная ею в ноябре 1949 года Ассамблея народных сил потребовала от Великобритании скорейшего предоставления независимости стране. 9 января 1950 года партия призвала к всеобщим забастовкам, демонстрациям и кампаниям бойкота английских торговых фирм и выдвинула лозунг «Самоуправление — сейчас!».
В январе 1951 года НПК приняла участие в первых выборах в Законодательную Ассамблею Золотого Берега. Их итогом стало получение депутатами от НПК 34 мест из 38. В феврале 1951 года Кваме Нкрума и другие лидеры НПК решением генерал-губернатора Золотого Берега были освобождены из тюрьмы, в которой они просидели 13 месяцев за организацию забастовок и демонстраций. После освобождения Нкрума был назначен главой Департамента правительственных дел, а в 1952 году занял пост премьер-министра Золотого Берега.
Партия одерживала победу на выборах в Законодательную Ассамблею колонии 1954 и 1956 годов. Кваме Нкрума, находясь на посту премьер-министра, добивался провозглашения независимости колонии. Наконец, 6 марта 1957 года Золотой Берег стал независимым государством под названием Гана. Однако по конституции 1957 года главой государства считалась английская королева, а её представителем в Гане оставался генерал-губернатор. 1 июня 1960 года была провозглашена Республика Гана. Чуть ранее, 27 апреля 1960 года в стране прошли президентские выборы, победу на которых одержал Кваме Нкрума.
В январе 1964 года в Гане прошел референдум, инициированный НПК. Жителям страны предлагалось проголосовать за введение однопартийной системы и усиление президентской власти. Референдум, по официальным данным, поддержали 99,91 % проголосовавших, или 2 773 920 человек. В Конституции страны была закреплена руководящая роль НПК. В 1965 году состоялись безальтернативные президентские и парламентские выборы, по итогам которых Нкрума сохранил за собой пост президента страны, а НПК получила все 198 мест в Парламенте.
Ошибки экономического и политического характера, допущенные руководством страны, привели к ослаблению первоначально широкой поддержки Кваме Нкрумы и Народной партии конвента со стороны населения. 24 февраля 1966 года произошел военный переворот. К власти пришел Национальный освободительный совет во главе с генерал-лейтенантом Джозефом Артуром Анкрой. Кваме Нкума, находившийся во время переворота на пути в Ханой, был смещен с президентского поста, НПК была запрещена, многие министры и деятели НПК арестованы. Экономические и общественные преобразования, инициированные НПК, были приостановлены. Переворот 1966 года оказал влияние на многие левые и социалистические режимы в странах Африки, которые встали перед необходимостью учитывать ошибки, допущенные в Гане. Сам Кваме Нкрума после переворота получил политическое убежище в Гвинее. Там же после 1966 года находились многие лидеры и активисты НПК.
В дальнейшем в Гане возникали политические партии, базировавшиеся на теоретическом наследии Кваме Нкрумы. После снятия запрета на деятельность политических партий в ноябре 1978 года в Гане была создана Народная национальная партия (ННП), объединившая в своих рядах многих сторонников идей Кваме Нкрумы. В 1979 году ННП получила большинство мест в Парламенте Ганы, а президентом был избран лидер партии Хилла Лиманн. ННП являлась правящей партией до военного переворота 1981 года, когда была запрещена наряду со всеми другими политическими партиями.
В 1992 году вновь было разрешено создание политических партий. Но запрещалось формальное восстановление политических организаций, существовавших до 1982 года. В течение 1990-х годов были учреждены несколько партий, провозгласивших себя последователями Кваме Нкрумы, — Народный национальный конвент (People’s National Convention), Партия национального конвента (National Convention Party), Партия народного конвента (People’s Convention Party), Партия национальной независимости (National Independence Party) и другие. В 1998 году Партия национального конвента, Партия народного конвента и часть членов Народного национального конвента объединились, образовав Партию конвента (Convention Party). С 2000 года новая партия приняла название Народная партия конвента, воссоздав запрещенную в 1966 году партию. Роль НПК в политической жизни страны в настоящее время незначительна. По итогам проходивших в 2008 году парламентских выборов НПК получила всего одно депутатское кресло, которое заняла Самиа Нкрума, дочь Кваме Нкрумы. Лидером партии в настоящее время является Лэди Ниландер.

## Идеология и программные принципы

### Политические взгляды Кваме Нкрума
Идеологическую основу партии составляли в 1950—1960-е года и составляют сейчас, прежде всего, теоретические взгляд Кваме Нкрумы, называемые им коншиенсизмом («философия сознательности»). Ещё в 1956 году в предисловии к своей «Автобиографии» Нкрума писал: «Капитализм — слишком сложная система для недавно ставшей независимой нации. Отсюда нужда в социалистическом обществе». Позднее он развил свои свои взгляды в двух основных трудах — «Африка должна объединиться» и «Коншиенсизм». Нкрума считал, что африканское общество строится на гуманитарных и эгалитраных принципах, что оно не является классовым, в связи с чем переход к социализму возможен в нём не через революцию, как от капитализма к социализму, а путём реформ, не нарушающих внутренней гармонии традиционных социальных отношений. В свою очередь, капитализм, по мнению Нкрумы, являлся «предательством характера и совести Африки». Присущие африканскому обществу ценности и принципы он определял термином «коммунализм».
В работе «Коншиенсизм» (1964) Нкрума писал: «Идея изначальной ценности человека налагает на нас обязанности социалистического порядка. В ней заключается теоретическая снова африканского коммунализма. Эта теоретическая основа выражала себя на уровне общества в таких учреждениях, как клан, подчеркивая изначальное равенство всех и ответственность многих за одного. В обществе такого типа было невозможно возникновение классов в понимании Маркса. Под классами марксистского типа я понимаю те, что существуют в обществе с горизонтальным социальным расслоением. Там классы так связаны между собой, что между ними имеется диспропорция в экономической и политической власти. В подобном обществе существуют раздавленные, растоптанные эксплуатацией массы. Один класс сидит на шее другого. В этом смысле в традиционном африканском обществе не существовало классов».
«Социализм в новейших условиях дает выражение принципам, пронизывающим коммунализм», — писал Нкрума в той же работе. Отсюда он выводил тезис о «политической зрелости африканских масс», которая «до известной степени может быть возведена к экономическим и социальным условиям традиционного общества». «В дотехнических обществах коммунализм может существовать сам собой, — отмечает Нкрума. — В техническом же обществе, где налицо усовершенствованные средства производства основные принципы коммунализма должны получить централизованное … выражение, иначе возникнут классовые различия».
Нкрума являлся сторонником идеологии панафриканизма, которую он рассматривал через политическое освобождение народов Африки, их экономическую интеграцию через модернизацию и африканское национальное самосознание в качестве континентальной идеологии («философия африканизма»). В статье «Я говорю о свободе. Изложение африканской идеологии» (1961) Нкрума пишет: «Никогда раньше люди не имели таких больших возможностей для развития континента, наполненного столькими богатствами. Индивидуально, независимые государства Африки, — некоторые из них потенциально богаты, другие бедны, — мало что могут сделать для своего народа. Вместе, оказывая друг другу взаимную помощь, они могут добиться многого. Но экономическое развитие континента должна планироваться и осуществляться сообща. Свободная конфедерация, ориентированная только на экономическое сотрудничество, не позволяет обеспечить необходимое единство целей. Только сильный политический союз может привести к полному и эффективному использованию наших природных ресурсов на благо наших народов».
В более поздний период своей теоретической деятельности, уже после переворота 1966 года, Нкрума переходит на более радикальные позиции и приближается к марксизму. Это относится как к анализу социальной структуры африканских обществ, так и к методам борьбы. Если в период борьбы за независимость в 1940—1950-е годы, он выступал за ненасильственные методы борьбы, — забастовки, бойкоты, акции протеста и так далее, — то в своей поздней работе «Классовая борьба в Африке» (1970) он, в частности, заявляет: «Революционное насилие является фундаментальным законом революционной борьбы». В период нахождения Нкрумы в эмиграции на него существенное влияние оказывают взгляды Франца Фанона.
В этот период Нкрума определяет панафриканизм как полное освобождение и объединение Африки под единым социалистическим правительством. Он также рассматривает освобождение Африки в контексте более широкой борьбы за права черных. В работе «Классовая борьба в Африке» он пишет: «Африканская революционная борьба не ограничивается только Африкой. Она не только является частью мировой социалистической революции, но также должна рассматриваться в контексте чёрной революции в целом… Центр Чёрной революции в Африке, и до тех пор, пока Африка не будет объединена под социалистическим правительством у чёрного человека во всем мире не будет национального дома… Африка — это один континент, один народ, одна нация».

### Программные установки НПК: 1940—1960-е годы
Первая программа НПК была принята в 1949 году. Она состояла из шести пунктов, в одном из которых провозглашалось: «Обеспечить и поддержать полное единство вождей и народа Колонии, Ашанти, Северных территорий и Трансвольты». Другой пункт подчеркивал, что партия должна «служить сознательным политическим авангардом для устранения всех форм угнетения». На ежегодной конференции в городе Хо в 1951 году было провозглашено, что конечной целью партии является построение социализма.
Построение социализма в качестве конечной цели также нашло своё отражение в программе партии, проект которой был принят на 11-м съезде в городе Кумаси в 1962 году. Программа касалась таких вопросов, как государственная поддержка промышленности и сельского хозяйства, разработка семилетнего плана развития национальной экономики, отношение партии к вопросам семейного права, образования, международные отношения и так далее. Предусматривалось осуществление курса на преобладание общественного сектора в экономике страны и ограничение частнокапиталистической эксплуатации. В программе, в частности, указывалось, что поскольку «империализм и колониализм оставили Гану без накопленного частными лицами капитала», то «только государство способно найти средства для развития таких основных служб и отраслей промышленности, которые являются важнейшим предварительным условием для интенсивного, разностороннего сельского хозяйства, быстрой индустриализации и повышения экономической производительности».
Некоторые пункты программы излагали взгляды НПК с точки зрения панафриканизма. В частности, партия заявляла о необходимости единства Африки путём осуществления континентального планирования, создания объединенного военного командования и выработки общеконтинентальной внешней политики. В частности, в отношении многопартийности в программе 1962 года отмечалось: «Многопартийная система дает исключительные возможности империализму и неоколониализму интриговать за фасадом различных партий с целью вмешательства во внутренние дела африканских государств путём поощрения коррупции, племенной розни и распрей в надежде преградить путь к полной экономической независимости».
Партия рассматривала себя в качестве общенародной, в её рядах состояли представители всех существовавших в стране общественных классов и групп. В партии состояли рабочие, крестьяне, молодежь и женщины, а также вожди деревень и более крупных образований и представители крупного и среднего бизнеса. Такой подход базировался на коммуналистской концепции Кваме Нкрумы и нашел своё отражение в программных документах партии и выступлениях её ведущих лидеров. В дальнейшем, с начала 1960-х годов, начались кампании против коррупции в партийном руководстве, были установлены имущественные цензы для членов руководящих органов. Однако, в целом, социальный состав партии и её руководящих органов не подвергся серьёзным изменениям.

### Программные установки НПК: настоящее время
В Манифесте НПК 2008 года говорится, что идеологией партии является нкрумаизм, который базируется на трех принципах: самоопределение, социальная справедливость и панафриканизм. В предисловии, написанном современным лидером НПК Лэди Ниландером, к Манифесту говорится: «Прогрессивные преобразования, осуществленные Народной партией конвента между 1951 и 1966 годами через беспрецедентное вмешательство в работу социальных институтов, таких как образование, здравоохранение и строительство жилья, а также массовое развитие инфраструктуры, все более и более подрывались сменявшими друг друга правительствами».

## Участие в выборах

### Парламентские выборы
| Год выборов                                                  | Число прошедших депутатов | Общее число депутатов |
| Выборы в Законодательную Ассамблею Золотого Берега 1951 года | 34                        | 38                    |
| Выборы в Законодательную Ассамблею Золотого Берега 1954 года | 71                        | 104                   |
| Выборы в Законодательную Ассамблею Золотого Берега 1956 года | 71                        | 104                   |
| Выборы в Парламент Ганы 1965 года                            | 198                       | 198                   |
| Выборы в Парламент Ганы 1996 года                            | 5                         | 200                   |
| Выборы в Парламент Ганы 2000 года                            | 1                         | 200                   |
| Выборы в Парламент Ганы 2004 года                            | 3                         | 230                   |
| Выборы в Парламент Ганы 2008 года                            | 1                         | 228                   |
| Выборы в Парламент Ганы 2012 года                            | 1                         | 228                   |

### Президентские выборы
| Год выборов                    | Кандидат               | Число голосов | Процент голосов |
| Президентские выборы 1960 года | Кваме Нкрума           | 1 016 076     | 89,07 %         |
| Президентские выборы 2000 года | Джордж Хэгэн           | 104 531       | 1,8 %           |
| Президентские выборы 2004 года | Джордж Аггудэй         | 85 968        | 1,0 %           |
| Президентские выборы 2008 года | Паа Квеси Ндуом        | 113 494       | 1,34 %          |
| Президентские выборы 2016 года | Айвор Кобина Гринстрит | 25 395        | 0,24 %          |